# Franz Christoph Günther

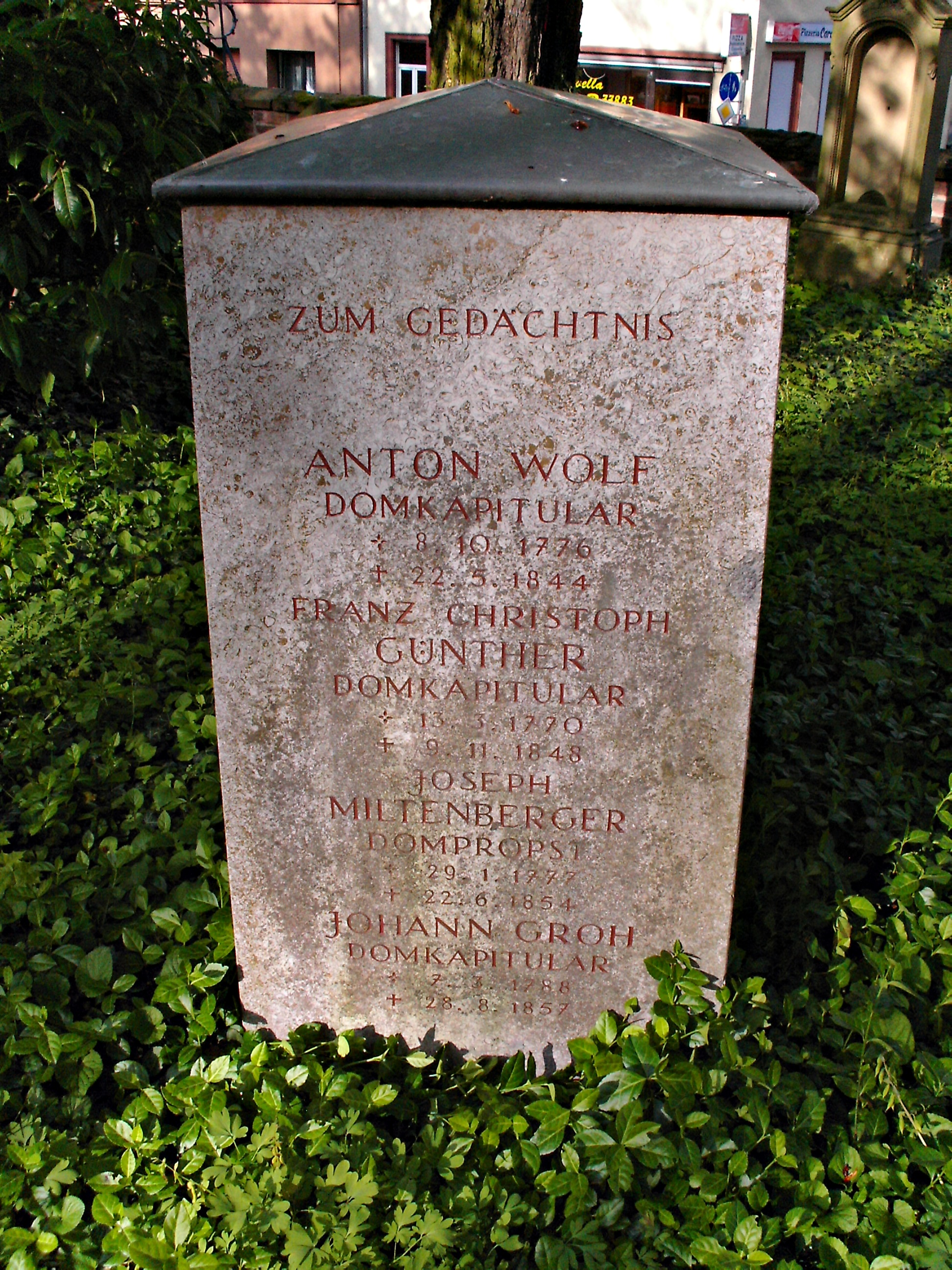
Domkapitelsfriedhof Speyer, Grabstele für die frühesten Domherren des neuen Bistums, darunter auch Franz Christoph Günther

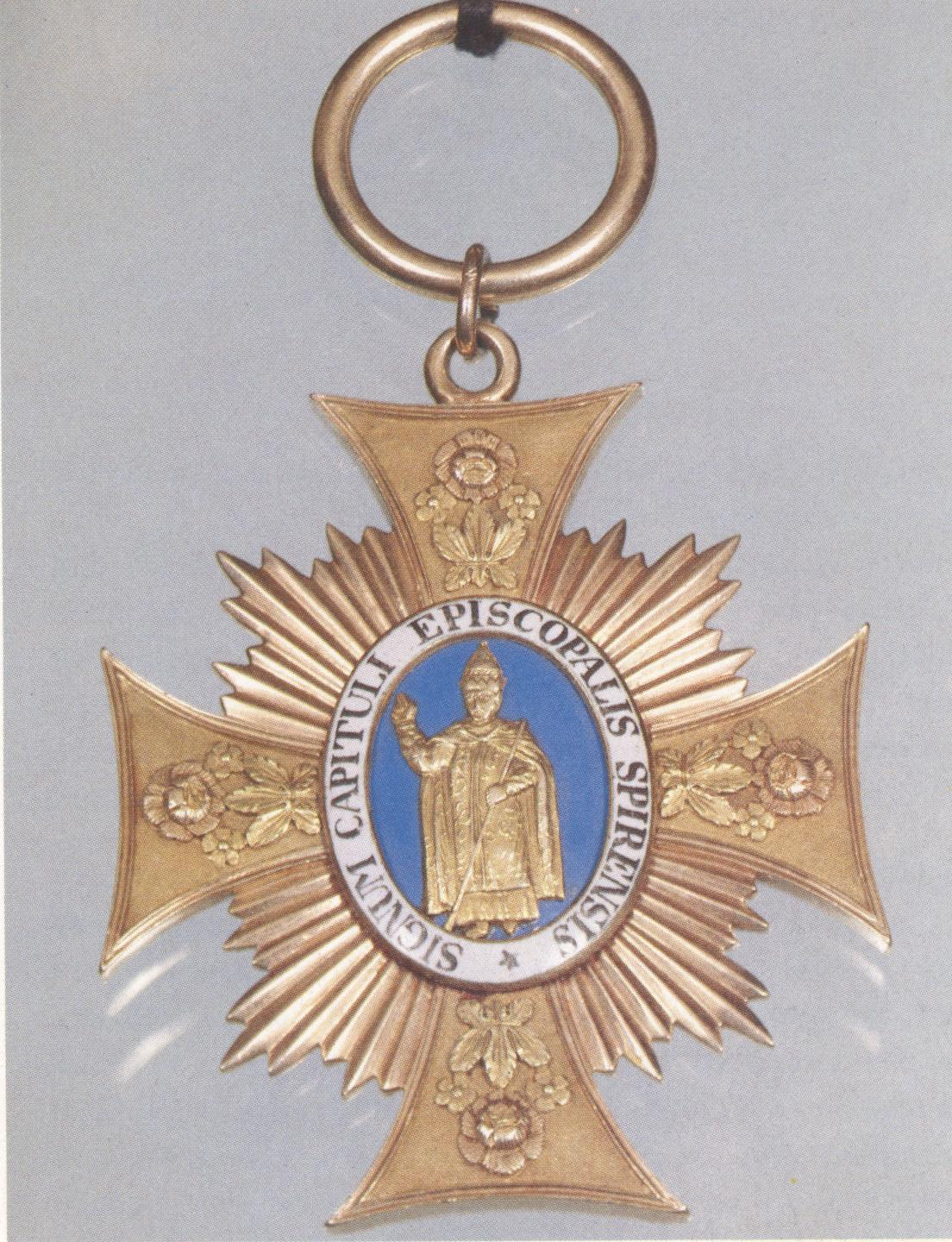
Kreuz der Speyerer Domkapitulare, 1822, wie es auch Franz Christoph Günther als Zeichen seiner Domherrenwürde trug.

Franz Christoph Günther (* 13. März 1770 in Bruchsal; † 9. November 1848 in Speyer) war ein katholischer Priester, Dompfarrer und Domkapitular in Speyer, 1821 kurzfristig Apostolischer Vikar des wiedererrichteten Bistums Speyer.

## Leben und Wirken
Franz Christoph Günther wurde als Sohn von Joachim Günther und dessen Frau Anna Maria geb. Müller, in Bruchsal geboren. Der Vater war Hofbildhauer des Speyerer Bischofs und Fürstbischof Kardinal Franz Christoph von Hutten zum Stolzenberg fungierte auch als Taufpate des Jungen.
Franz Christoph besuchte das Gymnasium seiner Geburtsstadt, dann zwei Jahre lang das dortige fürstbischöfliche Priesterseminar. Schließlich wechselte er 1791–1793 an das von Lazaristen geleitete Priesterseminar in Heidelberg.
Am 28. Februar 1795 erhielt Franz Christoph Günther vom Speyerer Weihbischof Philipp Anton Schmidt (1734–1805) die Priesterweihe. Bedingt durch die Kriegs- und Zeitwirren blieb er zunächst ohne feste Anstellung. Von Anfang des Jahres 1798 bis zu seiner Vertreibung am 20. August des Jahres, versah er die verwaiste Pfarrei Schleithal im heutigen Elsass. Dann hielt sich Franz Christoph Günther bei seiner verwitweten Mutter in Bruchsal auf, bis er in der österlichen Zeit des Jahres 1799 als Kaplan nach Walzbachtal-Jöhlingen kam, wo die Kirche von seinem Vater mit Altären ausgestattet worden war.
Mitte Januar 1801 ging der junge Priester als Pfarradministrator nach Harthausen bei Speyer. Durch die französische Okkupation der deutschen Gebiete links des Rheines wurden gemäß Konkordat von 1801 zwischen Papst Pius VII. und Napoleon, jeweils an den Départementssitzen auch gebietsmäßig deckungsgleiche Bistümer eingerichtet. Die alten Diözesen – darunter auch Speyer – erklärte man (hinsichtlich ihrer linksrheinischen, nun französischen Gebietsteile) für aufgelöst. Das ehemals Speyerische Harthausen gehörte nun zum französischen Département du Mont-Tonnerre mit der Hauptstadt Mainz. Zu dieser Großdiözese wurden die linksrheinischen Teile der alten Bistümer Mainz, Worms und Speyer zusammengefasst. Neuer Mainzer Bischof war Joseph Colmar, ein herausragender Mann, der die Kirche in diesem Gebiet völlig reformierte. Er ernannte Franz Christoph Günther zum Pfarrer von Harthausen. Dort ließ der Priester laut Pfarrgedenkbuch von seinen als Künstler tätigen Brüdern Tobias und Johann Adam neue Altäre für die Pfarrkirche fertigen. Von diesen "Günther-Altären" der 1871 abgerissenen alten Kirche hat sich lediglich eine Kreuzigungsgruppe in der Feldkapelle an der Hanhofer Str. erhalten.
Im November 1809 erhielt Günther die Pfarrei Ottersheim bei Landau und trat 1814, nach dem Tod des Speyerer Kantonspfarrers Christoph Mähler (1736–1814), dessen Nachfolge als Stadtpfarrer und bischöflicher Provikar für die ehemals Speyerer Bistumsteile der Diözese Mainz an. In dieser Funktion führte er am 19. Juni 1815 Erzherzog Johann von Österreich (1782–1859) durch den ruinösen Speyerer Dom und zeigte ihm das Grab seines Vorfahren Rudolf von Habsburg (1218–1291); am 27. Juni 1815 geleitete er Kaiser Franz II. (1768–1835), Zar Alexander von Rußland (1777–1825) und König Friedrich Wilhelm III. von Preußen (1770–1840) durch die Kathedrale.
Bei der Wiedererrichtung des neuen, nun ausschließlich linksrheinischen Bistums Speyer empfing Dompfarrer Günther am 17. September 1821, mit den diesbezüglichen Päpstlichen Bullen auch seine Bestellung als Apostolischer Vikar und leitete den neuen Sprengel bis zur Ankunft des ersten Bischofs Matthäus von Chandelle, im Januar 1822. Bereits am 7. November 1821 war Franz Christoph Günther Mitglied des neu errichteten Domkapitels geworden.
Nach einem Zerwürfnis mit Bischof von Chandelle trat Domkapitular Günther am 1. Adventssonntag 1822 von seinem Amt als Speyerer Dompfarrer zurück, Anton Forch wurde sein Nachfolger. Der nächste Bischof, Johann Martin Manl, ernannte Günther 1827 zum Direktor der Bischöflichen Kanzlei, in welchem Amt er bis zu seinem Tode blieb.
Seit der Neuerrichtung der Diözese Speyer, 1821, führte Franz Christoph Günther eine handschriftliche Bistumschronik, die später an seinen ehemaligen Speyerer Kaplan und langjährigen Freund Johannes Cronauer (1793–1870) gelangte. Sie diente dem Historiker Franz Xaver Remling als wertvolle Quelle bei der Abfassung seiner 1867 publizierten Neueren Geschichte der Bischöfe zu Speyer. Für den Speyerer Schematismus von 1826 verfasste Günther einen Kurzgefaßten Rückblick auf die Bischöfe zu Speyer nach ihrer Reihenfolge, von der Entstehung des Bisthums bis zu dessen Erlöschung im Jahre 1802. Darin wurde erstmals auch das Leben der acht letzten Speyerer Fürstbischöfe in Kürze beleuchtet.
Im fortgeschrittenen Alter litt Franz Christoph Günther an der Gicht und konnte seine Wohnung kaum noch verlassen. Am 5. Mai 1848 zeichnete man ihn mit dem bayerischen Ludwigsorden aus. Nach einmonatigem Krankenlager starb der Prälat am Donnerstag, 9. November 1848, abends um 19.30 Uhr. Am Sonntag, den 12. November setzte man ihn auf dem neuen Speyerer Friedhof bei.

## Familie
Neben dem Vater Joachim Günther (Bildhauer), war besonders dessen Bruder Matthäus Günther (1705–1788) ein sehr berühmter Barockkünstler.
Joachim Günther, der ältere Bruder von Domkapitular Franz Christoph Günther starb frühzeitig als Domvikar in Speyer. Seine Brüder Tobias Günther (1755–1811) und Johann Adam Günther (1760-nach 1832) traten als Bildhauer, Vergolder und Maler in die künstlerischen Fußstapfen des Vaters.